# La Bocayna
La Bocayna oder La Bocaina (spanisch Estrecho de la Bocaina) ist eine Meerenge auf den Kanarischen Inseln. Sie trennt Lanzarote von Fuerteventura.

## Geografie
Im Norden von La Bocayna liegt Lanzarote mit den Ferienanlagen in und um Playa Blanca. Die Rubicón-Küste und die Papagayo-Strände bilden das südliche Kap (spanisch Punta) der Insel. Im Süden liegt die felsige Küste von Fuerteventura mit Corralejo und der Insel Lobos. Zwischen Punta Papagayo und Punta Martiño auf Lobos ist die Meerenge 8,6 Kilometer breit und bis zu 30 m tief.

## Verkehr
Zwischen den Häfen von Playa Blanca und Corralejo pendeln die RoRo-Fähren Volcán de Tindaya und Bocayna Express im Linienverkehr. In beiden Häfen sind auch kleine Fischereifahrzeuge, Ausflugsschiffe und Sportboote beheimatet. Knapp zwei Kilometer östlich des Hafens von Playa Blanca wurde 2003 die Marina Rubicón eröffnet.
Für die terrestrische Navigation ist La Bocayna mit drei Leuchttürmen (spanisch Faro) bezeichnet: Faro de Punta Pechiguera auf Lanzarote, Faro de Tostón auf Fuerteventura und Faro de Martiño auf Lobos.

## Travesía La Bocaina
Travesía La Bocaina ist ein jährliches Freiwasserschwimmen von Playa Blanca nach Corralejo. Abhängig von der Geschwindigkeit des Schwimmers dauert die Überquerung der 15 km langen Strecke zwischen fünf und acht Stunden.